# Franz Joseph Reich
Franz Joseph Reich (* 1813; † Mai 1859) war ein deutscher Jurist, Revolutionär und Parlamentarier.

## Leben
Franz Joseph Reich stammte aus Buchholz. Er studierte Rechtswissenschaften an der Ruprecht-Karls-Universität Heidelberg. 1831 wurde er Mitglied des Corps Palatia Heidelberg, wo er zusammen mit Friedrich Hecker aktiv war. 1836 wurde er nach bestandenem Examen Rechtspraktikant. In der Folge wurde er Advokat in Buchholz. Im April 1848 war er Teilnehmer am Heckeraufstand. Am 18. Mai 1849 wurde er von der Badischen Revolutionsregierung zum Zivilkommissär für das Bezirksamt Waldkirch ernannt. Für den Wahlbezirk VIII (Amtsbezirke Emmendingen, Kenzingen, Waldkirch) gehörte er der Badischen verfassunggebenden Versammlung von 1849 an. Er war Vorstandsmitglied in seinem örtlichen Volksverein.